# 9e étape du Tour d'Espagne 2007
La 9e étape du Tour d'Espagne 2007 eut lieu le 9 septembre. Le parcours de 174 kilomètres relie Huesca à la station de ski d'Aramón Cerler.

## Récit
Au lendemain d'un contre-la-montre de 52 kilomètres, cette première étape pyrénéenne arrive à la station de ski de Cerler, culminant à 1 882 mètres. Après les ascensions du Puerto de Monrépos, du Puerto de Serrablo (2e catégorie) et du Puerto de Foradada (3e cat.), les coureurs devront s'attaquer aux 12 kilomètres à 5,5 % de moyenne les menant à l'arrivée, après une trentaine de kilomètres de faux plat montant.
Dès la première côte, treize coureurs se détachent : Stéphane Goubert, José Ángel Gómez Marchante, Igor Antón, Sylwester Szmyd, Morris Possoni, David López García, José Vicente García Acosta, Wim Van Huffel, Davide Rebellin, Christophe Kern, Christian Vande Velde, Alessandro Vanotti et Serafín Martínez.
Du fait de la présence de Gomez Marchante et d'Antón, le peloton emmené par la Rabobank maintient une avance raisonnable. Cette avance permet tout de même à Serafin Martinez de passer les deux difficultés suivantes en tête, renforçant ainsi son maillot gris, alors qu'à l'arrière du peloton Bradley McGee et Óscar Pereiro abandonnent.
En abordant l'ascension finale, le peloton est regroupé, avec à sa tête, les hommes de la Team CSC. Stijn Devolder, porteur du maillot de oro depuis la veille, ne parvient pas à suivre. Il terminera 43e de l'étape, à près de 5 minutes. Alors que le groupe de tête se réduit rapidement à quelques coureurs, Carlos Castaño Panadero puis Daniel Moreno tentent de s'en extraire, en vain. L'attaque décisive est portée par Leonardo Piepoli, que seul Denis Menchov peut suivre. Un duo se forme quelques dizaines de mètres derrière avec Carlos Sastre et Mosquera, que l'on attendait pas à ce niveau. Ces deux-là ne reviennent pas sur Piepoli et Menchov. Ces derniers collaborent jusqu'à la ligne d'arrivée passée en tête par l'Italien sans opposition de la part du Russe. Ce dernier prend la tête du classement général et fait désormais figure de favori de cette Vuelta.

## Classement de l'étape
| \| 1. \| Leonardo Marquasuzaa \| \| en \| 4 h 28 min 21 s \| \| 2. \| Denis Menchov \| \| + \| \| \| 3. \| Ezequiel Mosquera \| \| \| 17 s \| \| 4. \| Carlos Sastre \| \| \| \| \| 5. \| Oliver Zaugg \| \| \| 51 s \| \| 6. \| Daniel Moreno \| \| \| 1 min 03 s \| \| 7. \| Luis Pérez Rodríguez \| \| \| \| \| 8. \| Samuel Sánchez \| \| \| \| \| 9. \| Vladimir Efimkin \| \| \| \| \| 10. \| Manuel Beltrán \| \| \| \| |                      |  |    |                 |
| 1. | Leonardo Marquasuzaa |  | en | 4 h 28 min 21 s |
| 2. | Denis Menchov        |  | +  |                 |
| 3. | Ezequiel Mosquera    |  |    | 17 s            |
| 4. | Carlos Sastre        |  |    |                 |
| 5. | Oliver Zaugg         |  |    | 51 s            |
| 6. | Daniel Moreno        |  |    | 1 min 03 s      |
| 7. | Luis Pérez Rodríguez |  |    |                 |
| 8. | Samuel Sánchez       |  |    |                 |
| 9. | Vladimir Efimkin     |  |    |                 |
| 10. | Manuel Beltrán       |  |    |                 |

## Classement général
| \| 1. \| Denis Menchov \| \| en \| 33 h 54 min 46 s \| \| 2. \| Vladimir Efimkin \| \| + \| 2 min 01 s \| \| 3. \| Cadel Evans \| \| \| 2 min 27 s \| \| 4. \| Carlos Sastre \| \| \| 3 min 02 s \| \| 5. \| Ezequiel Mosquera \| \| \| 4 min 02 s \| \| 6. \| Stijn Devolder \| \| \| 4 min 28 s \| \| 7. \| Samuel Sánchez \| \| \| 4 min 42 s \| \| 8. \| Vladimir Karpets \| \| \| 4 min 58 s \| \| 9. \| Maxime Monfort \| \| \| 5 min 07 s \| \| 10. \| Carlos Barredo \| \| \| 5 min 19 s \| |                   |  |    |                  |
| 1. | Denis Menchov     |  | en | 33 h 54 min 46 s |
| 2. | Vladimir Efimkin  |  | +  | 2 min 01 s       |
| 3. | Cadel Evans       |  |    | 2 min 27 s       |
| 4. | Carlos Sastre     |  |    | 3 min 02 s       |
| 5. | Ezequiel Mosquera |  |    | 4 min 02 s       |
| 6. | Stijn Devolder    |  |    | 4 min 28 s       |
| 7. | Samuel Sánchez    |  |    | 4 min 42 s       |
| 8. | Vladimir Karpets  |  |    | 4 min 58 s       |
| 9. | Maxime Monfort    |  |    | 5 min 07 s       |
| 10. | Carlos Barredo    |  |    | 5 min 19 s       |

## Classements annexes
| Classement | Coureur          | Total             |
| ---------- | ---------------- | ----------------- |
| points     | Óscar Freire     | 115 pts           |
| montagne   | Serafín Martínez | 67 pts            |
| combiné    | Denis Menchov    | 8 pts             |
| équipe     | Caisse d'Épargne | 101 h 56 min 18 s |